# FV4034 Challenger 2
Pour les articles homonymes, voir Challenger.
Le FV4034 Challenger 2 est un char de combat britannique construit par Vickers Defence Systems (maintenant BAE Systems) et qui est en service depuis 1998 dans les armées du Royaume-Uni et d'Oman.
Conçu pour remplacer le Chieftain, le Challenger 2 reprend une version modifiée du châssis du Challenger 1, alors en service, mais équipé d'une nouvelle tourelle.
Cent-vingt-sept chars furent initialement commandés en juin 1991 mais, à la suite de la restructuration des régiments blindés de la British Army, il fut décidé d'en commander deux-cent cinquante-neuf autres en juillet 1994 pour remplacer également le Challenger 1.
Le premier exemplaire sorti d'usine le 1er août 1994, le mois suivant le ministère de la Défense refusa la réception du premier lot de Challenger 2, celui-ci ne répondant pas aux standards de qualité et de fiabilité exigés. Ceci repoussa la date d'entrée en service du Challenger 2 à 1998.
En 1998, le prix unitaire du Challenger 2 était de 2,2 millions de livres sterling.

## Historique

### Genèse et mise en service
En novembre 1986, General Sir Richard Vincent, alors maître général de l'équipement, demande à Vickers Defence Systems de développer un char devant remplacer les neuf cent quatre-vingt-six chars Chieftain alors en service. Vickers propose de monter la tourelle Universal Turret du char Vickers Mk. 7 sur un châssis rénové de Challenger 1. La présentation officielle de ce concept au ministère de la Défense a lieu le 30 mars 1987 à la tour Millbank.
En juin 1987, les chars Challenger obtinrent la dernière place à la compétition de tirs de chars Canadian Army Trophy organisée par l'OTAN. Par rapport au Leopard 2A4 allemand et au M1A1 américain, le temps nécessaire à la détection et à l'engagement d'une cible fixe ou mobile, afin d'y porter un coup au but, par un Challenger 1 est beaucoup trop long. Cela est dû à sa conduite de tir automatisée et son armement vieillissant.
En août 1987, General Dynamics Land Systems propose le M1 Block 2 (futur M1A2) tandis que Krauss-Maffei propose une version améliorée de son Leopard 2A4 (futur Leopard 2A5). Ces deux chars ont l'avantage de posséder un canon de 120 mm lisse tirant des munitions au standard OTAN.
La décision SR(L) 4026 de remplacer les six cent chars Chieftain est émise officiellement le 30 novembre 1987, en conséquence des mauvais résultats du Challenger 1 au Canadian Army Trophy. Vickers Defence Systems soumet sa proposition de nouveau char, sous la forme d'un  contrat à prix fixe, au ministère de la défense le 10 février 1988. Cette proposition sera amendée deux fois au cours de l'année.
L'appel d'offre SR(L) 4026 spécifiait que seul des versions améliorées du M1A1 et du Leopard 2A4 ou une validation rigoureuse du concept proposé par Vickers Defence Systems répondaient aux exigences du cahier des charges. Cependant, un certain nombre de militaires de l'échelon supérieur de la British Army souhaitait un achat immédiat de M1A1, le Leopard 2 n'étant pas retenu en raison de la position du viseur du tireur, représentant, selon eux, un point faible au niveau du blindage avant droit de la tourelle.
Étant donné que le processus de sélection du futur char britannique avait des ramifications politiques non négligeables, la question du choix du char a été renvoyée au cabinet. Margaret Tatcher, alors première ministre, rejeta la proposition d'acheter un char américain et demanda au ministère de la Défense de réfléchir encore à la question.
Vickers Defence Systems entama en fin 1987 le développement et la construction de tourelles expérimentales sur ses fonds propres pour un montant de 5,6 millions de livres sterling. La construction de la première tourelle fut achevée en octobre 1988.
Le 20 décembre 1988, George Younger, alors secrétaire d'État à la Défense, annonce à la chambre des communes qu'un contrat de 90 millions de livres sterling allait être attribué à Vickers Defence Systems afin que ce dernier ait l'opportunité de finaliser son concept afin de pouvoir répondre, par conséquent, à l'appel d'offre SR(L) 4026.
Le contrat est signé le 20 janvier 1989 et Vickers Defence Systems entame la construction de neuf prototypes de Challenger 2 et de deux tourelles supplémentaires pour tester l'armement et le blindage de la tourelle. Dans ce contrat, Vickers Defence Systems s'engage dans une phase de démonstration devant durer vingt et un mois et comprenant trois jalons à atteindre. Le contrat inclut aussi onze questions relatives aux performances et au potentiel de l'engin auxquelles Vickers Defence Systems devra s'y soumettre. Le contrat stipule aussi que Vickers Defence Systems devra reprendre le programme de revalorisation CHARM (CHallenger ARMament) de Royal Ordnance qui comprend le prototype de canon XL30E4 de 120 mm et ses obus-flèches en uranium appauvri L26 CHARM 1 et L27 CHARM 3.
En avril 1990, General Dynamics Land Systems et Krauss-Maffei furent informés que leurs offres allaient être évaluées plus en détail.
Le Leclerc, proposé par Giat Industries n'est pas retenu, le Royal Armoured Corps n'étant pas convaincu par la viabilité d'un char à tourelle biplace. Une délégation du RARDE (Royal Armament Research and Development Establishment) effectue une visite à l'établissement technique d'Angers (ETAS) le 12 avril 1990 et conclut que le niveau de protection balistique du char Leclerc (alors encore en phase de développement) face aux obus-flèches était inférieur aux exigences décrites dans le cahier des charges de l'appel d'offre SR(L) 4026.
La fabrication des neuf prototypes à l'usine de Barnbow Works à Leeds est achevée le 30 septembre 1990.
L'évaluation comparative entre les trois soumissionnaires qui devait avoir lieu durant le quatrième trimestre de l'année 1990 fut reporté à l'été 1991 en raison de la Guerre du Golfe.
L'évaluation comparative met en évidence la survivabilité du Challenger 2 en cas de perforation de son blindage par rapport au Leopard 2 tandis que ce dernier affiche un coût de maintien en condition opérationnelle inférieur, ce qui satisfaisait le Trésor de Sa Majesté. L'agence exécutive responsable des marchés publics de la défense (Defence Procurement Agency) renvoya, encore une fois, la question du choix du futur char de la British Army au cabinet.
L'interopérabilité d'un nouveau char avec un canon lisse de calibre 120 mm au standard OTAN était remis en cause étant donné que le futur char allait devoir évoluer aux côtés du char Challenger.
La viabilité économique de produire des Leopard 2 sous licence était aussi remise en question ; la production, sous licence, des trois cent quarante-cinq Panzer 87 de l'armée suisse avait entraîné une augmentation de 25% du coût unitaire de chaque char et retardé de deux ans leur entrée en service. Le gouvernement conservateur insistait aussi sur la perte de savoir-faire de l'industrie de défense britannique en cas de production sous licence d'un char étranger.
Le sous comité du cabinet, composé du premier ministre John Major, le secrétaire de la Défense Tom King, le secrétaire d'État aux Affaires étrangères Douglas Hurd et le Secrétaire d'État aux Affaires et au Commerce Michael Heseltine prirent la décision finale.
Le 21 juin 1991, Alan Clark annonce, à la chambre des communes, la décision gouvernementale de choisir le char Challenger 2 pour remplacer les chars Chieftain. Le Challenger 2 est alors le premier char britannique à avoir été conçu et produit exclusivement par un seul maître d'œuvre depuis la Seconde Guerre mondiale.
La British Army a passé une première commande de 127 Challenger le 28 juin 1991 et une deuxième de 259 unités en 1994 destinée aux unités du Royal Armoured Corps. En 1993, l'armée d'Oman commande 18 Challenger 2 et une deuxième commande de 20 unités est signée en novembre 1997. Le Challenger 2 est entré en service dans l'armée britannique en juin 1998 et le dernier des 407 chars commandés a été livré en avril 2002. Les livraisons de Challenger 2 pour l'Oman furent terminées en 2001.
Sur les 407 reçus, 306 étaient en ligne au 1er janvier 2008, 254 au 1er janvier 2015.
En 2012, 227 sont effectivement en service actif, le reste est entreposé.

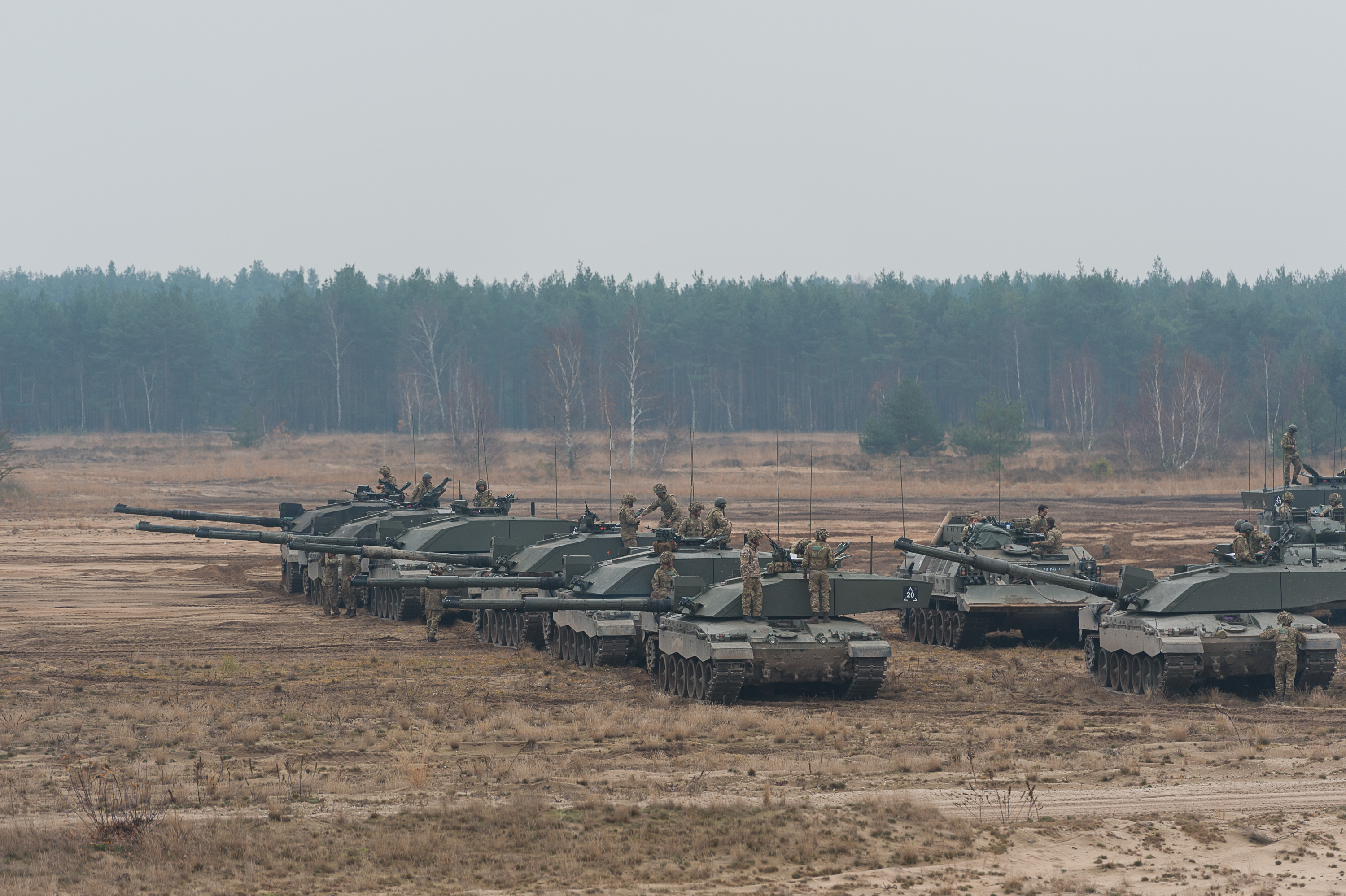
Un escadron de Challenger 2 du King's Royal Hussars en manœuvre en Pologne en 2014.

En 2016, seuls trois régiments blindés du Royal Armoured Corps doté de 56 chars l'utilisent. La transformation d'un de ces derniers annoncée fin 2016 fera passer le nombre de chars en service à 170, 112 en ligne dans deux régiments, le reste utilisé pour l’entrainement. Les chars encore en service devraient être modernisés pour être utilisés jusqu'en 2035,.
En mars 2021, il est prévu que 148 exemplaires passent au standard Challenger 3.
Quatorze Challenger 2 de la British Army sont livrés à l'armée ukrainienne à partir de mars 2023.

### Engagements
Après avoir servi dans des missions de maintien de la paix au Kosovo, les blindés britanniques ont connu leur véritable baptême du feu durant la guerre d'Irak où environ 120 Challenger 2 ont été engagés dans l'opération liberté irakienne. Ils ont surclassé aisément les équipements de l'armée irakienne qui leur ont été opposés et seuls deux furent mis hors de combat, tous deux par tir ami. En 2003, au sud de Bassorah en Irak, un Challenger 2 s'est embourbé dans un fossé lors d'une embuscade durant la bataille de Bassorah, il aurait encaissé plus de 14 RPG-7 en plus d'un missile antichar Milan avant de retourner à sa base pour être réparé. Il est à nouveau opérationnel six heures après l'embuscade.
Le 27 mars 2003, 14 Challenger 2 du Royal Scots Dragoon Guards ont détruit 14 chars T-55 et d'autres véhicules qui se portaient à la rencontre d'unités des Royal Marines .
Le 5 septembre 2023, une vidéo ukrainienne montre une carcasse brûlée d'un Challenger 2 de l'armée ukrainienne près du village de Robotyne.

## Caractéristiques techniques
Le Challenger 2 reprend une version modifiée châssis du Challenger 1 incluant pas moins de cent cinquante-six modifications.

### Armement

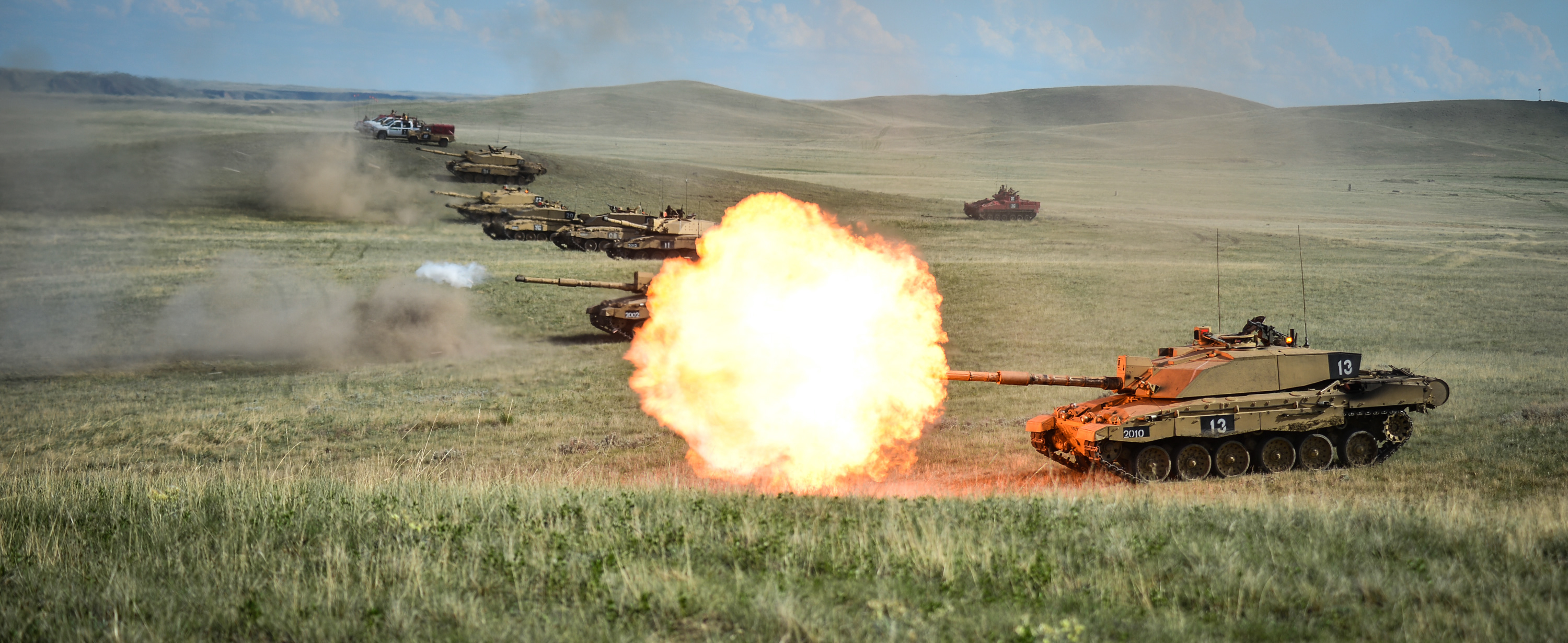
Tir d'un Challenger 2 lors de manœuvres au Canada en 2014.

Le Challenger 2 est armé d'un canon, rayé, L30A1 d'un calibre de 120 mm. Pour des raisons logistiques, ce dernier peut tirer toute la gamme de munitions de 120 mm employées par le canon L11 des chars britanniques Chieftain et Challenger 1. Il n'est donc pas compatible avec les munitions de 120×570mm au standard OTAN.
Le tube du L30 a une longueur de 55 calibres (soit 6 604 mm), il est fabriqué, de manière monobloc, par autofrettage et son âme rayée possède un pas de rayure de un tour à droite pour dix-huit pouces. Pour limiter son usure, le tube et la chambre sont munis d'un revêtement en chrome. Afin d'améliorer sa précision, le diamètre des tourillons a été revu à la hausse.
Il reprend le système de munitions, non encartouchées, chargées en deux fardeaux (projectile et charge de poudre) développé pour le L11 mais se démarque de ce dernier par sa pression maximale admissible en chambre supérieure 618 MPa contre 482 MPa, lui permettant d'utiliser des charges de poudres plus énergétiques. Sa durée de vie est de 400 à 500 coups en tirant des obus-flèches. Comme sur un canon d'artillerie, la mise à feu se fait via une étoupille, la culasse renferme un chargeur d'une quinzaine de cartouches.
La dotation en munitions comprend environ 50 obus. Les obus sont disposés dans des râteliers à l'arrière de la tourelle, sur les parois de cette dernière, sur le plancher rotatif ainsi que dans le châssis, sur le plancher derrière le siège du conducteur et contre les parois de la caisse.
Les charges propulsives sont logées dans trois caissons blindés de 10 mm à 25 mm d'épaisseur (les caissons en fibre de verre dit "humides" ayant été abandonnés depuis le Challenger 1 Mk. 3). Un petit caisson contenant quatre charges de poudre est monté à gauche de la culasse du canon L30, un grand caisson pouvant contenir jusqu'à vingt-six charges occupe l'espace entre le panier de la tourelle et le compartiment moteur, enfin, un autre d'une contenance de douze charges est placé à gauche du siège du pilote.
La dotation typique en munitions comprend vingt-neuf obus-flèches, dix-huit obus explosifs à tête d'écrasement et trois obus fumigènes au phosphore blanc.
La gamme de munitions employée par les Challenger 2 comporte :
- L23A1 APFSDS : cet ancien obus-flèche entré en dotation en 1983 est employé par les Challenger 2 de l'armée royale d'Oman et a été employé par la British Army jusqu'en 2006. Le L23A1 possède un barreau en alliage de tungstène et de cupronickel. Il est capable de percer la cible OTAN simple char lourd à une distance de 6 350 m lorsqu'il est employé avec la charge de poudre L8A1, lui donnant une vitesse initiale de 1 534 m/s. L'armée royale d'Oman utilise la charge L14A1 adaptée aux environnements chauds et la L18A1 depuis 2015, cette dernière, conçue à l'origine pour la munition d'entraînement L29A1 DS-T, lui procure une vitesse initiale inférieure.
- L27A1 CHARM 3 APFSDS : cet obus-flèche en alliage d'uranium appauvri est entré en service dans la British Army en 1999 et sa production en grande série s'est achevée en 2001. Sa pointe est conçue pour percer les blindages réactifs explosifs lourds[14]. Il est employé avec les charges L16A1 et L17A1 lui donnant une vitesse initiale de 1 650 m/s.
- L28A1 APFSDS : cet obus-flèche est essentiellement un L27A1 à l'exception de son barreau fait en ferro-alliage de tungstène-nickel. Une petite quantité fut produite pour la British Army où il fut utilisé comme munition d'entraînement (simulant l'obus-flèche L27A1) de 2001 à 2003.

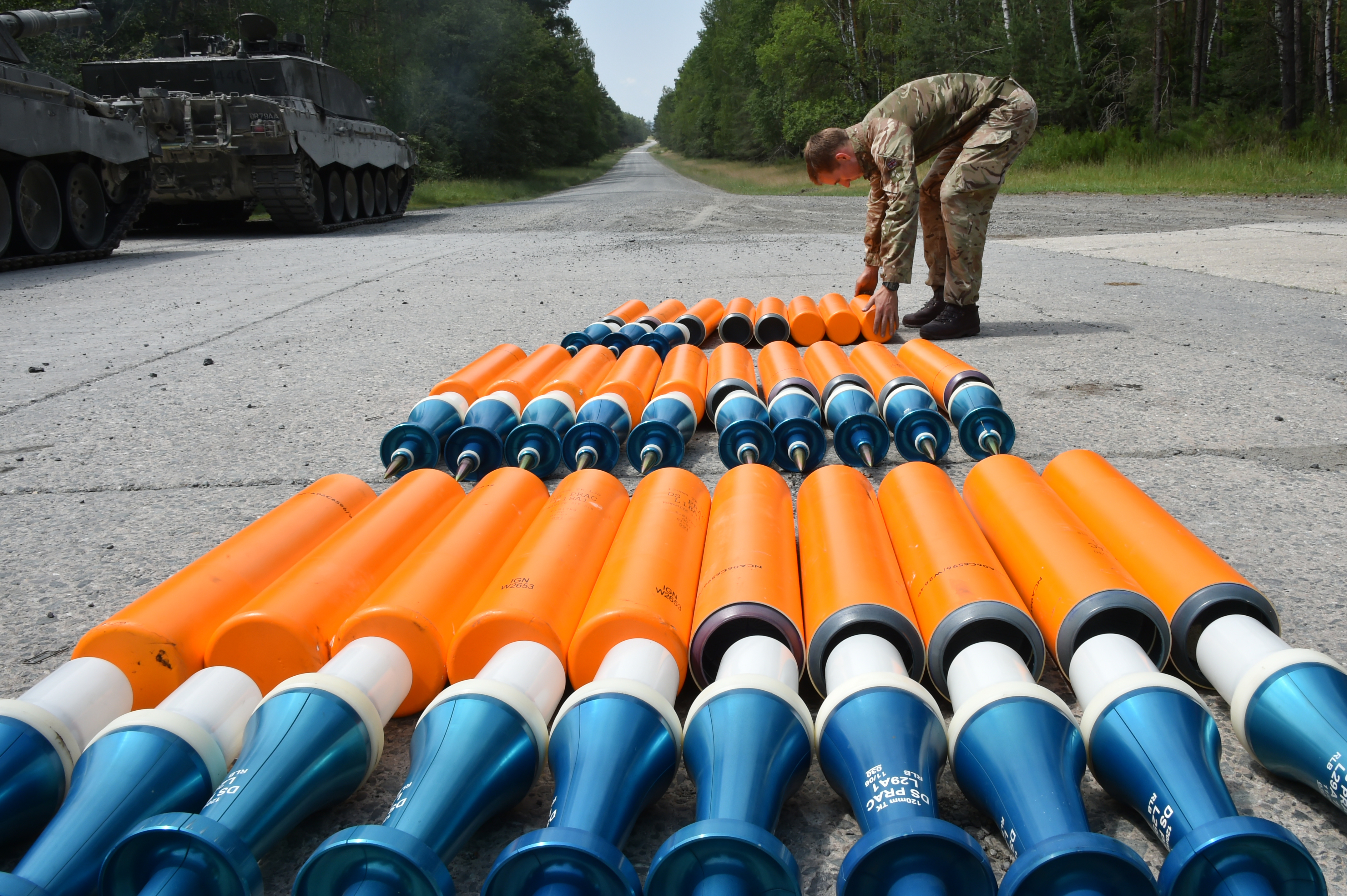
Des obus-flèches d'entraînement L29A1 DS-T et leurs charges L18A1 employés par les Challenger 2 à Grafenwöhr, lors de la compétition interarmées Strong Europe Tank Challenge, en 2018.

- L29A1 DS-T : également appelé C3TR (CHARM 3 Training Round), cet obus-flèche d'entraînement en acier est entré en service en 2003, son empennage conique percé d'évents limite sa portée. Il est employé avec la charge L18A1.
- L31A7 HESH-T : un obus explosif à tête d'écrasement, il contient une charge explosive de 4,08 kg de RDX. Sa vitesse initiale avec sa charge L3 est de 670 m/s.
- L34A2 SMK-WP : cet obus fumigène contient 4,1 kg de phosphore blanc. Lors de l'impact, il crée un nuage opaque de fumée blanche pendant une durée d'au moins trente secondes. Sa vitesse initiale avec sa charge L3A2 est de 670 m/s.
- L32A6 SH/Prac : cet obus d'entraînement est utilisé pour simuler des tirs d'obus HESH et fumigène dont il possède la même balistique. Il contient un mélange de 4,3 kg de sulfate de calcium et d'huile de ricin ainsi qu'une capsule renfermant une solution éclairante pour indiquer l'endroit de l'impact. Sa vitesse initiale avec sa charge L3A2 est de 670 m/s.

L'armement secondaire comprend une mitrailleuse coaxiale de calibre 7,62 mm L94A1, appellation locale du McDonnell Douglas EX34 Chain gun. Cette mitrailleuse actionnée par un moteur électrique est approvisionnée par une bande de 2 000 cartouches, 2 000 autres sont embarquées en réserve.
Une deuxième mitrailleuse de calibre 7,62 mm est montée sur la trappe du chargeur, il s'agit d'une L37A2, elle peut être démontée de son affût et être utilisée comme une mitrailleuse légère d'infanterie.
Sur les Challenger 2 omanais, cette mitrailleuse est remplacée par une mitrailleuse lourde M2HB de calibre 12,7 mm.
Certains Challenger 2 déployés en Irak ont vu leur mitrailleuse L37A2 remplacée par un tourelleau téléopéré Enforcer de la firme Leonardo armé du même modèle de mitrailleuse.

### Moyens d'observation et conduite de tir

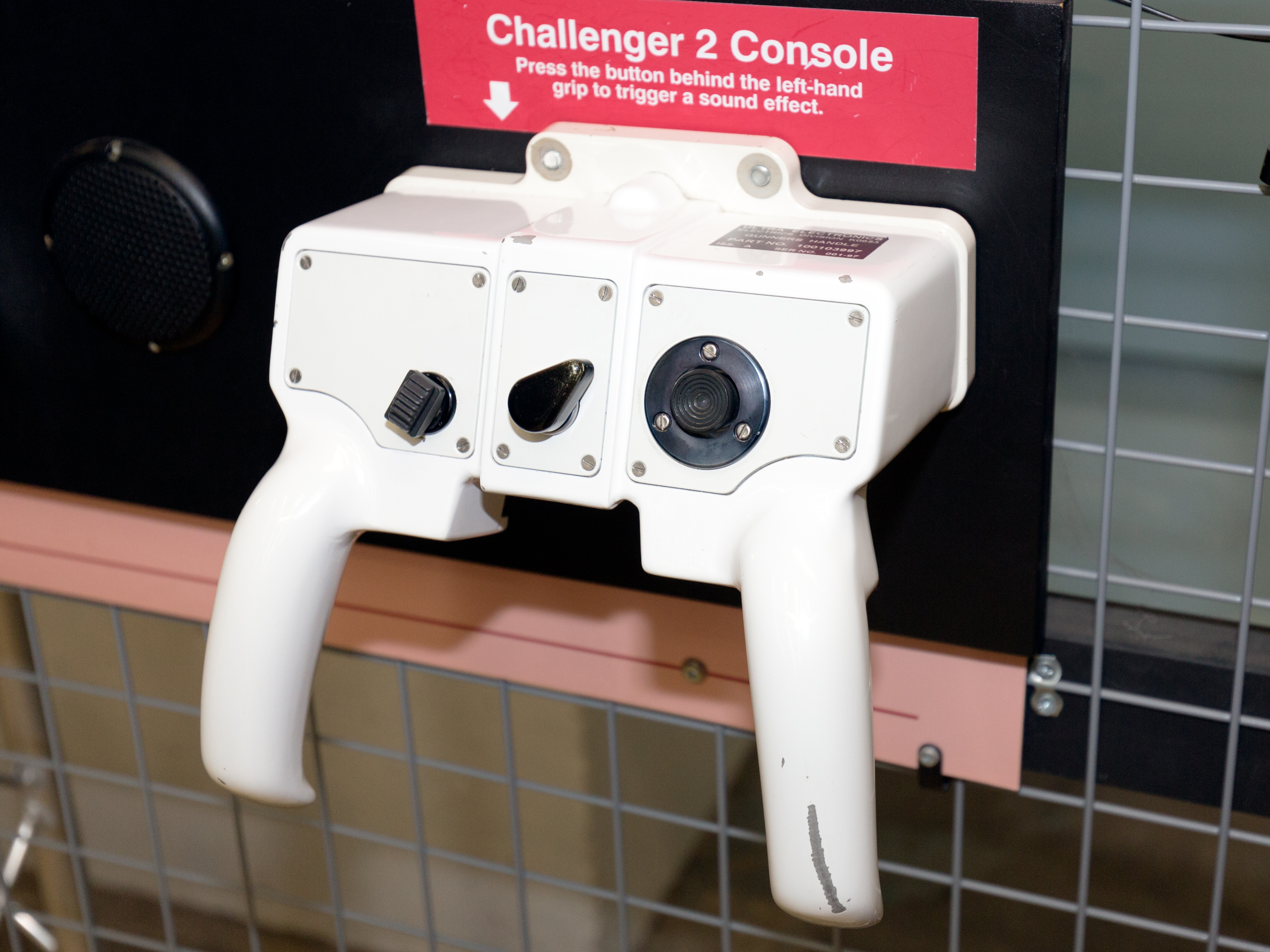
Une des deux manettes permettant d'actionner la tourelle et d'utiliser l'armement du Challenger 2, elle est inspirée de la manette de jeu de la PlayStation.

Le Challenger 2 possède une conduite de tir automatisée conçue par la société canadienne Computing Devices Company (CDC). Elle est dérivée de la conduite de tir automatisée Ballistic Control System du char M1A1. Elle intègre un ordinateur de seconde génération possédant un processeur à double-cœur de 32 bits et un bus de données série multiplexé MIL-STD-1553B en vue d'une éventuelle intégration du système d'information terminal PBISA et d'un assistant de navigation.

#### Tireur
- Il possède un viseur périscopique SAMS (Stabilised Aiming Mirror Sight) conçu conjointement par Barr and Stroud et SAGEM. Il est dérivé du viseur SAGEM SAVAN 10[15] dont il reprend la tête de visée, cette dernière est stabilisée en site et en gisement et ce de manière indépendante à celle du canon. Il intègre une voie jour possédant deux grossissements : × 4 (grand champ) et × 10 (petit champ).
- Un viseur thermique Pilkington Optronics TOGS 2 (Thermal Observation Gunnery Sight 2) est monté dans un boîtier blindé au-dessus du canon de 120 mm. Cette installation permet d'éliminer les problèmes de simbleautage. Le réticule est stabilisé indépendamment du canon. Le TOGS 2 possède deux grossissements : × 4 (grand champ) et × 11,4 (petit champ).
- Un viseur télescopique de secours Nanoquest L30 est installé dans le masque, à droite du canon de 120 mm, il offre un grossissement de × 12.

#### Chef de char
- Il dispose d'un viseur panoramique monoculaire stabilisé VS580-10, installé sur le toit, devant son tourelleau. Conçu par la SFIM, il permet l'observation panoramique du champ de bataille, de jour comme de nuit. Il possède deux grossissements : × 3 (grand champ) et × 8 (petit champ). Il intègre un télémètre laser et un tube photoamplificateur de lumière résiduelle permettant l'observation et le tir de nuit.
- Huit épiscopes formant l'étoile de vision de son tourelleau. Chaque épiscope possède un bouton permettant le ralliement automatique du canon sur l’objectif observé à travers l'épiscope[16].

### Protection

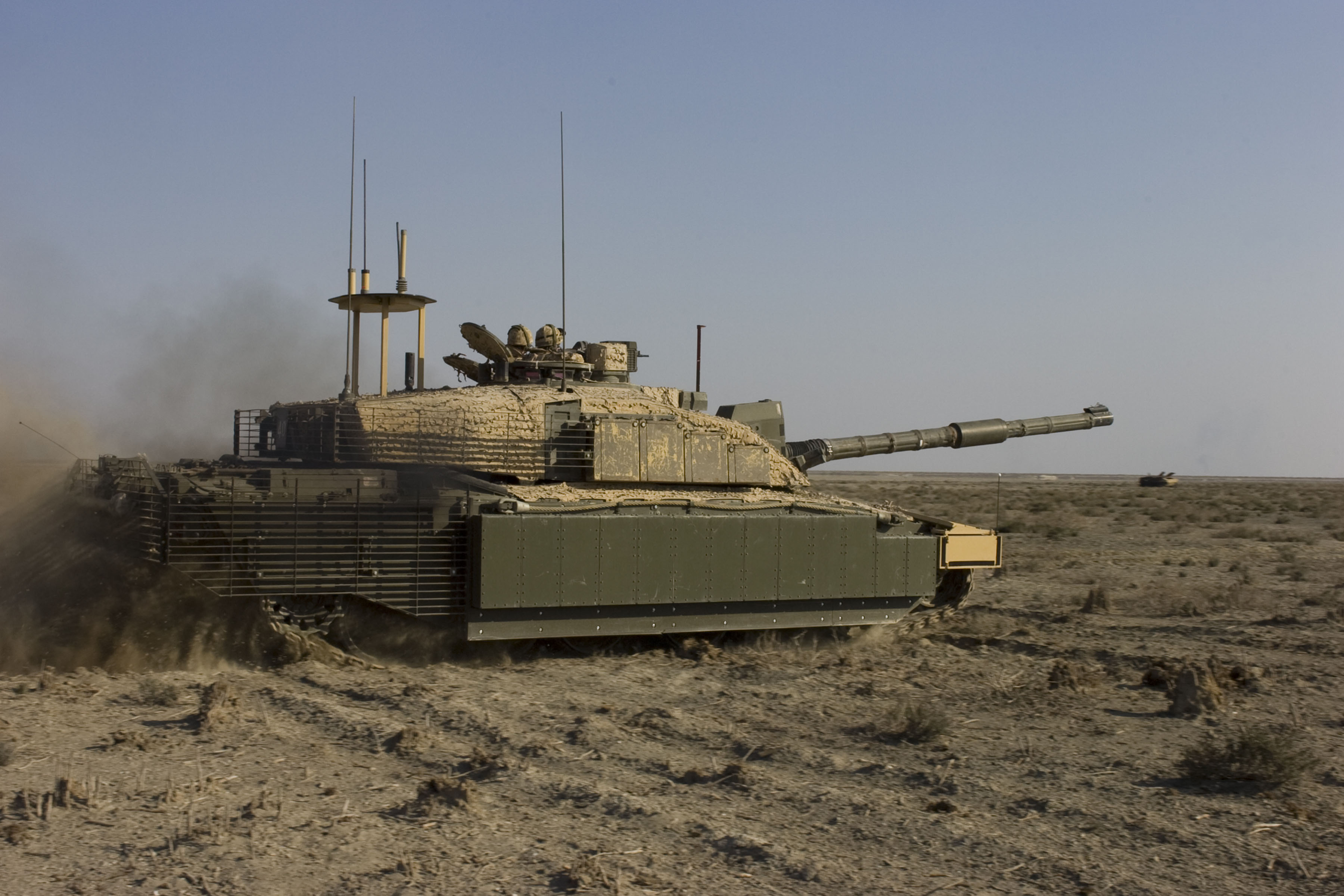
Challenger 2 déployé Irak en 2008, il est recouvert de blindages additionnels réactifs explosifs conçus par la société israélienne Rafael Advanced Defense Systems. Sa masse peut atteindre jusqu'à 74 tonnes avec ces équipements supplémentaires.

Le blindage composite est une version améliorée du blindage Chobham que l'on retrouve sur le Challenger 1 et tout comme ce dernier, il est intégré dans la face avant de la tourelle, ses flancs ainsi que dans le châssis, au niveau du glacis.
Vickers Defence Systems acheva les essais balistiques de la version améliorée du blindage Chobham en fin juillet 1990. Deux tourelles furent notamment utilisées lors des essais, les viseurs et le canon demeuraient toujours utilisables et ce après avoir reçu de multiples impacts d'obus-flèches et de projectiles à charge creuse.
La structure de la tourelle est faite en acier moulé réalisée d'une seule pièce de 9 t, sa masse totale, avec l'armement, le blindage et autres sous ensembles est de 20,5 t.
Le type d'acier utilisé pour la construction du char est un acier au creuset originaire de Sheffield présentant un faible taux d'impureté.
De part et d'autre du canon se trouvent cinq lance-pots fumigènes L8 de 66 mm. Comme sur les chars soviétiques, il est possible de vaporiser du diesel dans le pot d'échappement pour créer un écran de fumée.
Le Challenger 2 possède un système de filtration et de surpression NRBC conçu par MHD Defence Vehicle.
Les Challenger 2 qui furent déployés au Kosovo et en Irak ont reçu un blindage réactif explosif Royal Ordnance ROMOR-A protégeant l'avant de la caisse tandis que le train de roulement se voyait protégé par des préblindages latéraux composites Vickers VARMA. L'appellation de cette configuration de surblindage s'appelle Dorchester Level 2E.
Après l'opération Telic, les Challenger 2 sont modifiés avec le kit Dorchester Level 2F qui remplace les tuiles de blindage réactif explosif protégeant le glacis du char par un unique bloc de blindage composite. Des modules de blindage composite viennent également renforcer les flancs de la tourelle et des grilles anti-RPG sont installées à l'arrière du char. La tourelle reçoit un tourelleau téléopéré 'Enforcer' et un support d'antennes utilisées pour brouiller les fréquences radio. Enfin, le char est recouvert de filets de camouflage multi spectraux Barracuda et le conducteur possède un nouvel épiscope pour la conduite de nuit.
La configuration Dorchester Level 2H ou TES(H) ; Theater Entry Standard (Herrick) comprend des épaisses jupes en acier sur lesquelles sont montés des blocs de blindage réactif explosif fabriqués par Rafael Advanced Defense Systems. La masse du char dans cette configuration est de 74,95 tonnes.

### Mobilité

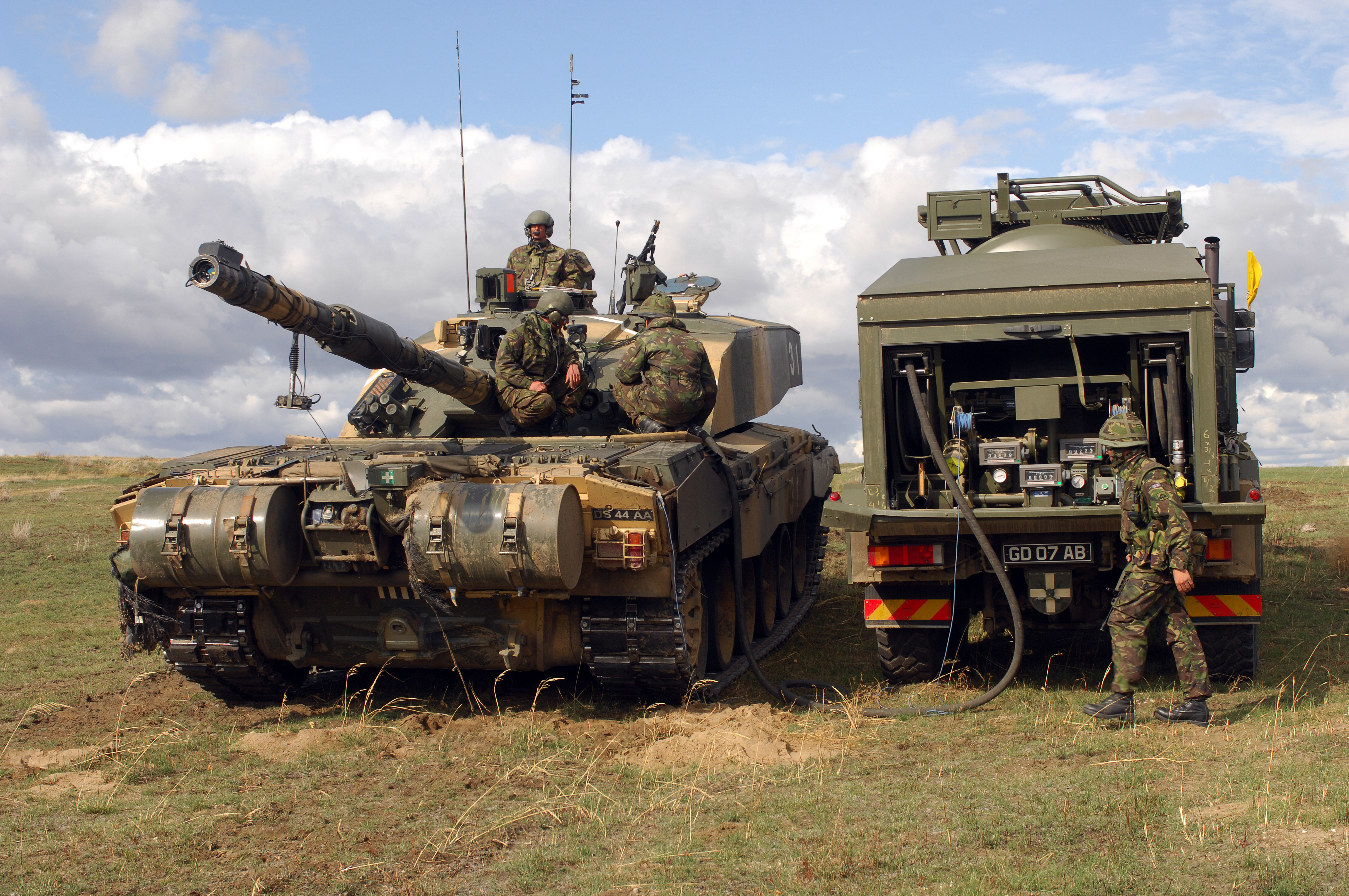
Ravitaillement en carburant d'un Challenger 2 britannique depuis un camion-citerne lors de maneuvres au Canada.

Le FV4034 Challenger 2 possède un moteur V12 diesel Perkins CV12 TCA V-12, No. 3 Mark 6A suralimenté par une paire de turbocompresseurs. Ce moteur est une version modifiée du Rolls-Royce Condor CV12 TCA 1200, No 3, Mk 4A utilisée par le Challenger 1. Il incorpore notamment un calculateur DASCU (Digital Automotive System Control Unit) conçu par la firme Dowty Defence and Air Systems. Le moteur développe une puissance de 1 200 bhp (1 217 ch) à 2 300 tr/min pour une cylindrée de 26,11 litres. Le couple maximal de 4 126 N m à 1 700 tr/min. La masse à sec du moteur, sans la poutre de refroidissement est de 2 203 kg. Un groupe auxiliaire de puissance Plessey est également monté dans le compartiment moteur. Les panneaux d'accès sur la plage arrière du compartiment moteur ont été revus, leurs charnières renferment des barres de torsion afin de faciliter leur ouverture.
Le moteur est accouplé à une boîte de mécanismes David Brown TN54 intégrant une boîte de vitesses automatique comprenant 6 rapports en marche avant et 2 rapports en marche arrière ainsi qu'une direction hydrostatique à double différentiel produite par Commercial Hydraulics. La masse de la boîte de mécanismes est de 2 390 kg.
Les réservoirs ont une contenance de 1 592 litres de carburant lui permettant de parcourir 450 km sur route ou 250 km en tout-terrain et peut recevoir deux réservoirs largables de 175 litres chacun, augmentant ainsi l'autonomie en tout-terrain de 70 km.

## Versions
- Challenger 2E : Initialement appelée Desert Challenger 2 car incorporant des améliorations issues des leçons tirées de l'opération Desert Storm. La principale différence entre le modèle original et la version destinée au marché d'exportation se situe au niveau de la motorisation, le moteur Diesel Perkins CV-12 de 1 200 ch laissant place au plus puissant moteur allemand MTU MT-883 développant 1 500 ch. À contrario du précédent, il est monté transversalement dans le compartiment moteur, ce qui permet de libérer un espace de près d'un mètre de longueur permettant à la capacité en carburant de passer à 1 962 litres. Une fois accouplé à la boîte de mécanismes HSWL 295TM, il prend la désignation d' EuroPowerPack. Le viseur panoramique du chef de char MVS-580 est cette fois équipé d'une caméra thermique IRIS. Le Challenger 2E incorpore aussi un système de gestion et de partage d'informations en temps réel dérivé du logiciel FBCB2 précédemment utilisé sur le modèle A2 du M1 Abrams, il est connecté à un système de navigation par satellite de conception britannique. Ces deux systèmes sont commandés depuis le poste du chef de char via un écran tactile multifonctions. Éventuellement le Challenger 2E peut recevoir un tourelleau téléopéré comprenant une mitrailleuse lourde Browning M2 montée sur un pivot situé devant l'écoutille du chargeur, l'arme étant pointée à l'aide du viseur panoramique MVS-580 du chef de char par servocommande. Cette version n'est jamais entrée en service, BAE a annoncé en 2005 que le développement et la commercialisation des exportations du 2E ont cessé[20].

- Challenger 2 Omanais : Les 38 Challenger 2 livrés à l'armée omanaise ont été modifiés pour évoluer avec des températures de fonctionnement allant jusqu'à 52 °C. Afin de délivrer la puissance requise malgré la chaleur, le sable et la poussière, les systèmes de refroidissement et de ventilation ont été entièrement révisés ; les radiateurs et les ventilateurs sont agrandis tandis que l'arrière de la caisse a été percée d'ouvertures en forme de persiennes à la suite de l'installation d'un ventilateur supplémentaire. Le Challenger 2 omanais a aussi la particularité de reprendre les chenilles à axes secs du Challenger 1. La radio est de conception américaine, le char intègre aussi un système de navigation GPS, une puissante climatisation est aussi installée dans le châssis. Le Challenger 2 Omanais possède une mitrailleuse lourde M2 de calibre 12,7 mm.

- Challenger 3 : modèle revalorisé possédant une nouvelle tourelle conçue par la firme allemande Rheinmetall, cette dernière est armée d'un canon à âme lisse Rh-120 L55A1. Le 22 mars 2021, le gouvernement britannique prévoit la rénovation de 148 Challenger 2 au standard Challenger 3 avec comme date de livraison prévue 2030.

- Trojan : engin blindé du génie
- Titan : char poseur de pont

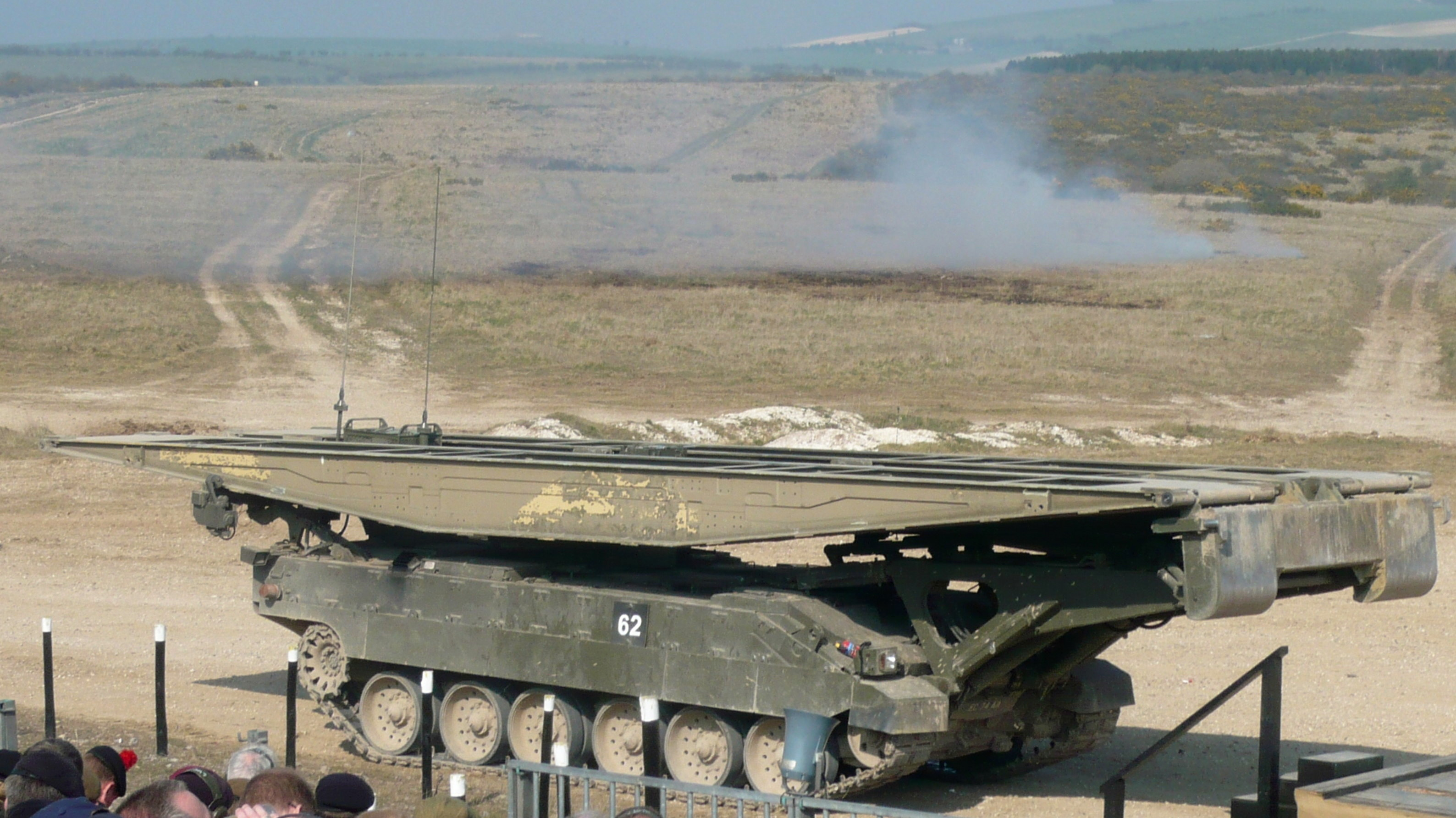
Un TITAN AVLB.

- Megatron : démonstrateur équipé de surblindages, d'une plaque de blindage ventral contre les mines et de brouilleurs latéraux contre les EEI.

## Pays utilisateurs
Royaume-Uni
- British Army
  - Royal Armoured Corps, en 2016 :
    - Royal Tank Regiment
    - Queen's Royal Hussars (en)

    - King's Royal Hussars, va échanger ses 56 chars contre des véhicules de combat d'infanterie de type Ajax.

 Oman
- Armée royale d'Oman

 Ukraine : 
- Forces d'assaut aérien ukrainiennes
  - 82e brigade d’assaut aéroportée[21] : 14 arrivés le 27 mars 2023[22],[23],[24].

## Dans la culture populaire
Le char Challenger 2 apparaît dans le jeu de combat War Thunder à partir de la mise à jour Update 1.87 "Locked On",.